# Polystichum daguanense
Polystichum daguanense là một loài thực vật có mạch trong họ Dryopteridaceae. Loài này được Ching ex L.L. Xiang miêu tả khoa học đầu tiên năm 1994.